# Praia da Enseada (Guarujá)
A praia da Enseada é a mais extensa praia do município de Guarujá, São Paulo. Tem 5,6 quilômetros de faixa de areia branca e fina. Sua urbanização foi planejada de modo a não permitir a construção de edifícios na orla, que só ocorre em suas extremidades, a diferenciando das demais praias do Guarujá. Está em discussão a ampliação da altura dos imóveis da orla da Praia da Enseada, o secretário de Planejamento e Gestão, Darnei Cândido, disse que as principais mudanças são as seguintes: "na primeira quadra da orla poderão ser construídos prédios de até 15 metros de altura (cinco andares mais garagem). Atualmente o limite é 11,5 metros."

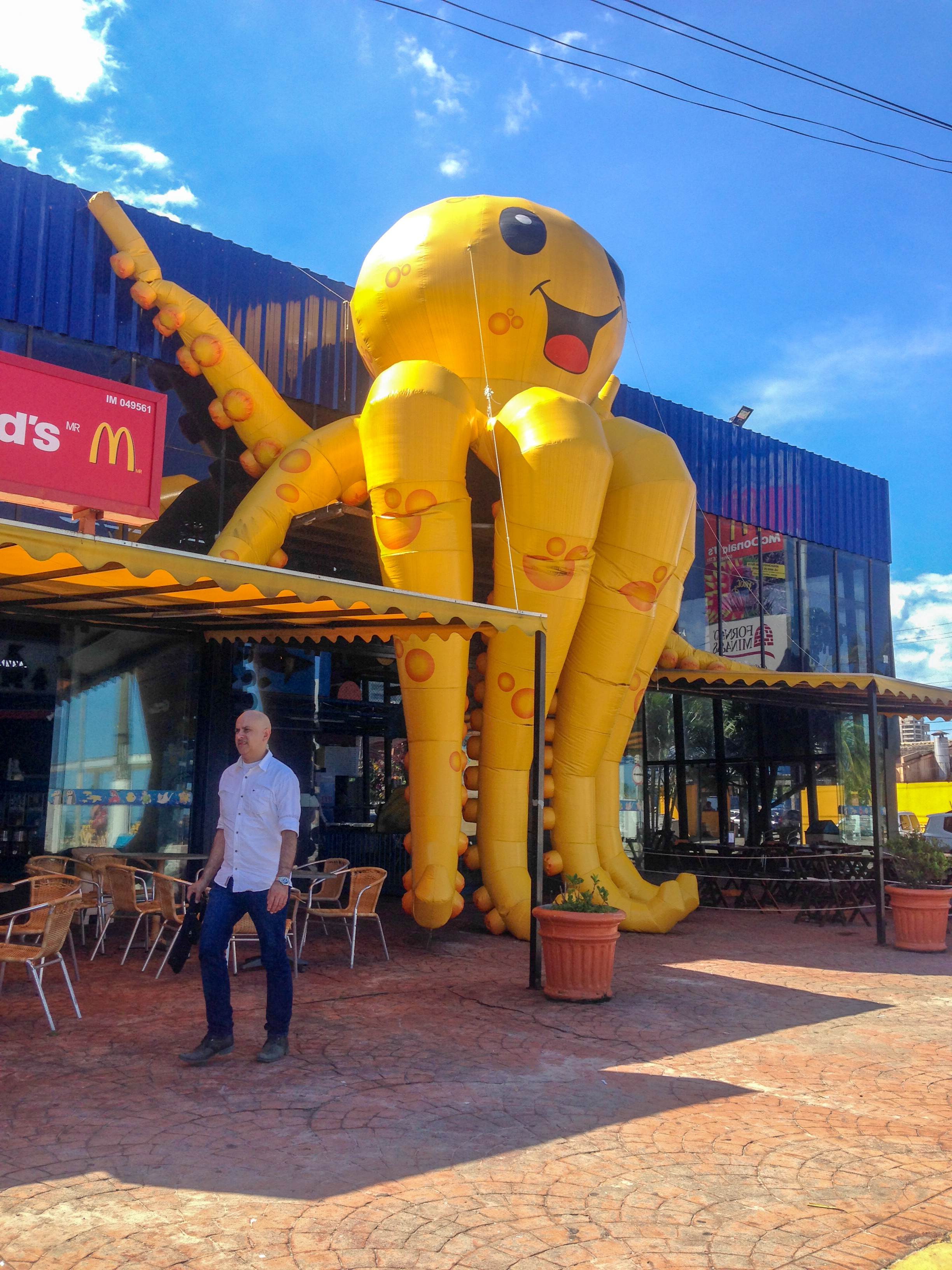
Acqua Mundo - Aquário Guarujá

Na praia da Enseada encontra-se também o AcquaMundo, um dos maiores aquários da América Latina, que ocupa uma área de 5.775 m². Também há diversos outros passeios de barco, lanchas, banana boat e disco boat, são localizados mais no final da praia, região dos Tortugas. É bastante procurada pois conta com uma boa estrutura de quiosques e restaurantes. É ótima também para uma caminhada, um mergulho no mar ou simplesmente para relaxar em suas areias. A Enseada é, ainda, um dos principais pontos de lazer noturno da cidade.

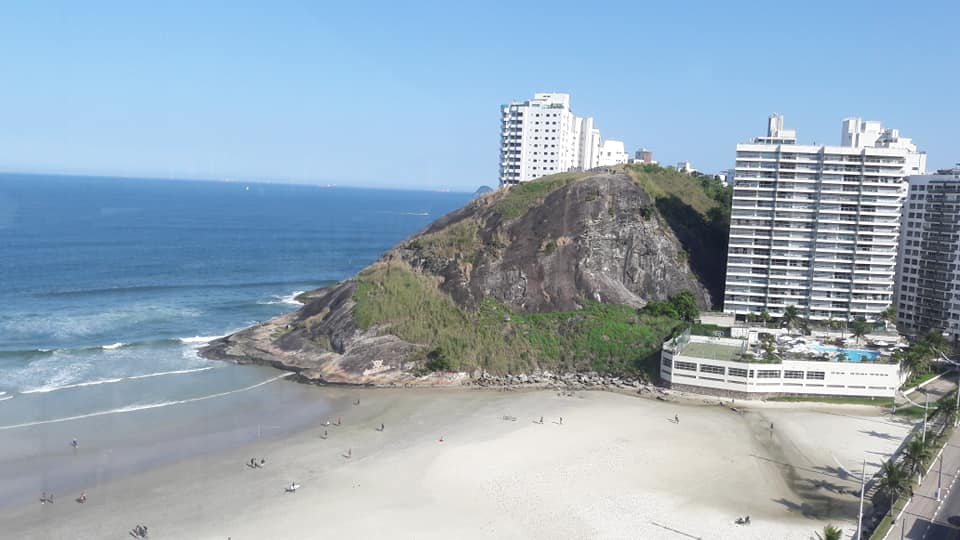
Mirante Morro da Campina, mais conhecido como Morro do Maluf, do qual se vê a praia e onde se praticam esportes radicais.